# Cisco Discovery Protocol
CDP (ang. Cisco Discovery Protocol) – protokół firmy Cisco Systems zapewniający mechanizm automatycznego rozpoznawania przez system zarządzania urządzeń podłączonych do sieci, np. routerów lub przełączników. Został wprowadzony w 1994 roku. Znajduje się w warstwie 2 – łącza danych w modelu OSI.
CDP to protokół zastrzeżony przez Cisco Systems i jest używany tylko w urządzeniach tego producenta (oraz producentów posiadających odpowiednią licencję), wykorzystując protokół SNAP (ang. Subnetwork Access Protocol). Został wprowadzony w 1994 roku.
Umożliwia utworzenie podstawowego obrazu najbliższego sąsiedztwa w sieci. Działanie protokołu CDP nie zależy od używanych mediów i protokołów. Ten protokół służy tylko do wykrywania urządzeń sieciowych znajdujących się w sąsiedztwie. Umożliwia on wyświetlenie informacji o bezpośrednio połączonych urządzeniach sąsiadujących z urządzeniem, z którego korzystamy (typy dołączonych urządzeń, interfejsy routera, do których są one dołączone, interfejsy używane do nawiązywania połączeń oraz numery modeli urządzeń). Jest elementem systemu operacyjnego Cisco IOS.

## Działanie CDP
- Po włączeniu urządzenia CDP jest domyślnie aktywny.
- Każde urządzenie, na którym skonfigurowano protokół CDP, cyklicznie wysyła komunikaty nazywane ogłoszeniami.
- Każde urządzenie ogłasza co najmniej jeden adres, na którym może odbierać komunikaty protokołu SNMP (Simple Network Management Protocol). Ogłoszenia te zawierają również informacje o czasie życia lub czasie przetrzymywania, przez jaki urządzenia odbierające powinny pamiętać informacje protokołu CDP, zanim zostaną one usunięte.
- Każde urządzenie nasłuchuje także cyklicznych komunikatów CDP wysyłanych przez inne urządzenia w celu zebrania informacji o nich.
- Dzięki temu CDP pozwala zobaczyć sąsiadujące urządzenia firmy Cisco.

Przykłady poleceń w systemie IOS dotyczących ustawień protokołu CDP:
- Aby wyświetlić uaktualnione informacje uzyskane przez urządzenie lokalne (w tym wypadku urządzenie o nazwie Router) za pomocą protokołu CDP, należy użyć polecenia: show cdp neighbors

Najnowszą wersją protokołu CDP jest wersja 2 (CDPv2). Wersja ta jest obsługiwana w systemie Cisco IOS w wersji 12.0(3)T lub nowszej. Protokół CDP w wersji 1 (CDPv1) jest włączony domyślnie w systemach Cisco IOS w wersjach od 10.3 do 12.0(3)T.